# World of Springfield
De World of Springfield is een serie van actiefiguurtjes gebaseerd op de animatieserie The Simpsons. De figuurtjes werden gemaakt door Playmates Toys en uitgebracht van december 1999 t/m december 2004.
Het doel van de speelgoedserie was om een miniatuur versie van Springfield te maken met interactieve actiefiguurtjes en speelsets. De reeks bevatte op zijn hoogtepunt 200 verschillende figuurtjes/personages uit de serie, 40 speelsets en 3 niet-interactieve stedensets.

## Achtergrond
Hoewel er al sinds 1989 merchandising bestond van The Simpsons, waren er nog vrijwel geen actiefiguurtjes van verschenen in 1999. Alleen in 1990 werd er een set van 7 figuurtjes en 1 speelset uitgebracht door mattel.
De World of Springfield serie maakte gebruik van situaties en citaten uit de animatieserie zelf. Elk figuurtje uit de reeks kon meerdere zinnen zeggen. Uniek was dat deze zinnen aansloten bij de omgeving. Ieder figuurtje had zijn eigen gecodeerde chip die aansloot bij de verschillende speelsets. Hierdoor zeiden de figuurtjes teksten die aansloten bij de omgeving waar ze instonden, en bij afleveringen uit de serie. Een beperking was echter dat niet elk figuurtje bij elke speelset paste.
De World of Springfield serie zette nieuwe standaarden voor de communicatie tussen de compagnie en fans. Zo zorgde enthousiasme van fans ervoor dat sommige speelsets die al eerder uit productie waren genomen toch weer werden uitgegeven. Ook werden fans geregeld gevraagd wat voor sets en figuurtjes zij graag zouden zien. Hiervoor werden veel online polls opgezet.
De serie eindigde in 2004 door een samenloop van omstandigheden, waarvan verminderde verkoop de belangrijkste reden was. Ook de vertragende economie en Playmates Toys samenwerking met 20th Century Fox speelden een rol.
McFarlane Toys- bekend van hun actiefiguurtjes gebaseerd op sporten – blies de serie echter nieuw leven in met een nieuwe reeks figuurtjes. Deze nieuwe reeks wordt wel al geaccepteerd door veel fans, maar is nog niet officieel.

## Lijst van figuurtjes en speelsets

### Reeks 1
Uitgavedatum: januari 2000
- Homer Simpson
- Bart Simpson
- Lisa Simpson
- Grampa Abraham Simpson
- Charles Montgomery Burns
- Krusty the Clown

### Reeks 1 Speelsets
Uitgavedatum: februari 2000
- Simpsons woonkamer w/ Marge & Maggie Simpson
- Nucleaire centrale van Springfield w/ Radioactive Homer

### Reeks 2
Uitgavedatum: augustus 2000
- Pin Pal Homer
- Barney Gumble
- Ned Flanders
- Waylon Smithers
- Chief Clancy Wiggum
- Sunday Best Bart

### Reeks 2 Speelsets
Uitgavedatum: augustus 2000
- Kwik-E-Mart w/ Apu Nahasapeemapetilon
- Lagere school van Springfield w/ Schoolhoofd Seymour Skinner

### Reeks 3
Uitgavedatum: januari 2001
- Sunday Best Homer
- Nelson Muntz
- Moe Syzlack
- Kamp Krusty Bart
- Milhouse Van Houten
- Otto Mann

### Reeks 3 Speelsets
Uitgavedatum: januari 2001
- Town Hall w/ Mayor Diamond Joe Quimby
- Krustylu Studios w/ Sideshow Bob Terwilliger

### Reeks 4
Uitgavedatum: april 2001
- Lenny Leonard
- Ralph Wiggum
- Patty Bouvier
- Groundskeeper Willie
- Casual Homer
- Itchy & Scratchy

### Reeks 4 Speelsets
Uitgavedatum: april 2001
- Androids Dungeon Stripboekwinkel w/ Comic Book Guy
- Barney's Bowl-A-Rama w/ Pin Pal Apu

### Reeks 5
Uitgavedatum: juli 2001
- Kent Brockman
- Kapitein McCalister
- Bartman
- Martin Prince
- Sideshow Mel
- Bumble Bee Man

### Reeks 6
Uitgavedatum: september 2001
- Dr. Julius Hibbert
- Snake
- Bleeding Gums Murphy
- Carl Carlson
- Isotopes Mascot Homer
- Professor John Frink

### Reeks 6 Speelsets
Uitgavedatum: september 2001
- Eerste Kerk van Springfield w/ Eerwaarde Timothy Lovejoy
- Noiseland Arcade w/ Jimbo Jones

### Reeks 7
Uitgavedatum: december 2001
- Dolph
- Cletus
- Mrs. Edna Krabappel
- Officer Lou
- Hans Moleman
- Officer Marge

### Reeks 7 Speelsets
Uitgavedatum: december 2001
- The Simpsons Keuken w/ Muumuu Homer
- Krusty Burger w/ Squeeky Voiced Teen

### Reeks 8
Uitgavedatum: maart 2002
- Kearney
- Sherri & Terri
- Ragin' Willie
- Uter
- Superintendent Chalmers
- Daredevil Bart

### Reeks 8 Speelsets
Uitgavedatum: maart 2002
- Springfield DMV w/ Selma Bouvier
- Kantine van de lagere school van Springfield w/ Lunchlady Doris

### Reeks 9
Uitgavedatum: juni 2002
- Rodd & Todd Flanders
- Busted Krusty
- Sunday Best Grampa
- Prison Bob
- Disco Stu
- Sunday Best Lisa

### Reeks 9 Speelsets
Uitgavedatum: juni 2002
- Police Station w/ Officer Eddie
- Springfield Retirement Castle w/ Jasper Beardly

### Reeks 10
Uitgavedatum: oktober 2002
- Stonecutter Homer
- Wendell
- Sunday Best Marge & Maggie
- Scout Leader Flanders
- Doctor Marvin Monroe
- Resort Smithers

### Reeks 10 Speelsets
Uitgavedatum: oktober 2002
- Burns Manor w/ Pajama Burns
- Hospital w/ Doctor Nick

### Reeks 11
Uitgavedatum: december 2002
- Larry Burns
- Plow King Barney
- Blue Haired Lawyer
- Kirk Van Houten
- Gil
- Rainer Wolfcastle

### Reeks 11 Speelset
Uitgavedatum: december 2002
- Rechtszaal w/ Judge Snyder

### Reeks 12
Uitgavedatum: april 2003
- Number One
- Database
- Mister Huey Largo
- Don Vittorio
- Luann Van Houten
- Mister Plow Homer

### Reeks 12 Speelset
Uitgavedatum: april 2003
- Bart's Boomhut w/ Military Bart

### Reeks 13
Uitgavedatum: juli 2003
- Helen Lovejoy
- Freddy Quimby
- Tuxedo Krusty
- Legs
- Princess Kashmir
- Dr. Stephen Hawking

### Reeks 13 Speelset
Uitgavedatum: juli 2003
- Military Antique Store w/ Herman

### Reeks 14
Uitgavedatum: oktober 2003
- Luigi
- Louie
- Rapheal (Sarcastic Man)
- Kilted Wilie
- Miss Hoover
- Mrs. Botz

### Reeks 14 Speelset
Uitgavedatum: oktober 2003
- Aztec Theater w/ McBain

### Reeks 15
Uitgavedatum: januari 2004
- Manjula Nahasapeemapetilon
- Sandeep, Sashi, Poonam, Uma, Gheet, Nabendu, Anoop, and Pria Nahasapeemapetilon (The Octuplets)
- Handsome Moe
- Deep Space Homer
- Brandine
- "Worst Episode Ever" Comic Book Guy

### Reeks 15 Speelset
Uitgavedatum: januari 2004
- Nuclear Power Plant Lunchroom w/ Frank Grimes

### Reeks 16
Uitgavedatum: juni 2004
- Squishee Bender Bart
- Agnes Skinner
- Devil Homer
- Artie Ziff
- Doug
- Benjamin & Gary

### Reeks 16 Speelset
Uitgavedatum: september 2004
- Town Square w/ Jedbediah Springfield

### ToyFare Exclusives
- Radioactive Glow-In-The-Dark Homer/Uitgavedatum: oktober 2000
- Pin Pal Burns/Uitgavedatum: juli 2001
- Boxing Homer/Uitgavedatum: oktober 2001
- Convention Comic Book Guy/Uitgavedatum: december 2001
- Pin Pal Moe/Uitgavedatum: december 2001

### Toys-R-Us Exclusives
- Treehouse of Horror 1 Springfield Cemetery w/ Duivel Flanders, Bart als the Fly, Vampier Burns, en Aap Homer/Uitgavedatum: september 2000
- Treehouse of Horror 2 Alien Spaceship w/ Spaceship Homer, Kang en Kodos/Uitgavedatum: september 2001
- Treehouse of Horror 3 Ironic Punishment w/ Dream Invader Willie, Heks Marge, Hugo, en Donut Hoofd Homer/Uitgavedatum: augustus 2002
- Treehouse of Horror 4 Underground Lair w/ Stretch Dude Bart, Lucy Lawless, Clobber Girl Lisa, en The Collector/Uitgavedatum: september 2003
- Barney's Bowl-A-Rama w/ Bowling Marge en Jauques/Uitgavedatum: augustus 2002
- Simpson's Rumpus Room w/ Tracy Ullman Homer, Marge, Bart, Lisa, en Maggie/Uitgavedatum: oktober 2003
- Simpson's Kerstmis w/ Holiday Homer, Marge, Bart, Lisa, en Maggie/Uitgavedatum: november 2001
- Main Street w/ Crazy Old Man and Squeaky Voiced Teen/Uitgavedatum: september 2002
- Lurleen Lumpkin's Trailer w/ Colonel Homer and Lurleen Lumpkin/Uitgavedatum: april 2002
- New Years Town Square w/ New Years Homer, Marge, Bart, Lisa, and Maggie/Uitgavedatum: november 2002
- Be Sharps Centennial w/ Doolittle Wiggum/Uitgavedatum: september 2003

### EB Games Exclusives
- Lunar Base w/ Rainer Wolfcastle als Radioactive Man en Milhouse als Fallout Boy/Uitgavedatum: september 2001
- KBBL Radio Station w/ Marty & Bill/Uitgavedatum: oktober 2002
- Future w/ Future Burns, Future Smithers, and Smithers as Bobo/Uitgavedatum: oktober 2003
- High School Prom w/ High School Homer and High School Marge/Uitgavedatum: april 2002
- Moe's Tavern w/ Duffman/Uitgavedatum: januari 2003

### Mail Away
- Be Sharp Homer/Uitgavedatum: eind 2002
- Be Sharp Apu/Uitgavedatum: begin 2003
- Be Sharp Skinner/Uitgavedatum: mei 2003
- Be Sharp Barney/Uitgavedatum: eind 2003
- Stonecutter Moe/Uitgavedatum: begin 2003
- Stonecutter Lenny/Uitgavedatum: eind 2004
- Llewellyn Sinclair (stem van Jon Lovitz)/Uitgavedatum: oktober 2002
- Cooder (stem van Jim Varney)/Uitgavedatum: oktober 2002

### All Star Voices Wave One
Uitgavedatum: februari 2002
- Troy Mclure (stem van Phil Hartman)
- Herb Powell (stem van Danny DeVito)
- Fat Tony (stem van Joe Mantegna)

### Celebrity Wave Two
Uitgavedatum: juni 2002
- Lionel Hutz (stem van Phil Hartman)
- Brad Goodman (stem van Albert Brooks)

### Celebrity Reeks 3
Uitgavedatum: oktober 2002
- Hank Scorpio (stem van Albert Brooks)

### Dioramas
Uitgavedatum: juli 2003
- Outside Simpsons House w/ Homer, Marge, and Maggie
- Outside Kwik-E-Mart w/ Grampa & Apu
- Outside Krustylu Studios w/ Krusty & Milhouse

### Heruitgaven
Uitgavedatum: april 2003
- Moe
- Mr. Burns

## Voertuigen
Deze voertuigen zijn feitelijk geen onderdeel van World of Springfield (hoewel hier nog veel discussie over bestaat onder fans). Ze werden gemaakt door Playmates Toys in juni 2001 en augustus 2002. De figuurtjes uit de reeks konden er niet in, maar de auto’s bevatten wel een stemchip.
- Famili auto w/ Homer, Marge, Bart, Lisa, en Maggie/Uitgavedatum: juni 2001
- Schoolbus w/ Martin, Milhouse, Ralph, Bart, en Otto/Uitgavedatum: augustus 2002

## KayBee Toys Exclusive
Ook deze set hoort feitelijk niet bij de World of Springfield serie, maar wordt door veel fans en verzamelaars wel gezien als onderdeel van de reeks. Playmates Toys bracht deze uit in augustus 2002 als onderdeel van de "When Bongos Collide" verhaallijn van Bongo Comics. De serie bevatte de Simpsons als superhelden, zoals Homer Simpson als de Indigestible Bulk, Apu als Captain Kwik, en Ms. Krabappel als Vampiredna.

## Nooit uitgebracht
Een aantal figuurtjes en speelsets zijn nooit uitgebracht, om verschillende redenen.

### Figuurtjes
- Rabbi Krustofski- stond gepland voor de tweede reeks.
- Lyle Lanley- stond gepland voor de derde reeks, maar werd vervangen door Cooler.
- Malloy-stond gepland voor reeks 12, maar werd vervangen door Number One.
- Stonecutter Wiggum-kwam niet uit omdat de serie werd stopgezet.

### Speelsets
- Flander's Rumpus Room w/ Maude Flanders -stond gepland voor reeks 18.
- Springfield Elementary Playground w/ Janey-stond gepland voor reeks 17.
- Stonecutter Hall w/ Stonecutter Carl-Stond gepland voor de Toys-R-Us exclusive.
- 300th Episode Special: Bart's Loft w/ Skateboarding Homer, Pajama Bart, "Indian Burn" Lisa, and Casual Skinner
- Oval Office w/ President Lisa, Oude Homer, Oude Marge, Volwassen Bart, en Maggie Jr.

### Reeksen
- Reeks 17: Ninja Bart, Richard & Lewis, Arnie Pie, Bigfoot Homer, Flying Hellfish Grampa, and Cecil Terwilliger (stem van David Hyde Pierce)
- Reeks 18: Lindsay Naegle, Tuxedo Kang, Tuxedo Kodos, Uncle Moe, Sanjay, and Akira (stem van George Takei)